# Welle: Erdball
Welle: Erdball ist eine Musikgruppe aus dem deutschsprachigen Minimal-Electro- und Electropop-Umfeld, die 1990 unter dem Namen Honigmond gegründet wurde. Später folgte der Name Feindsender 64.3, bis schließlich 1993 der Name Welle: Erdball gefunden wurde.

## Bandgeschichte
Die Elektronik-Musiker Alf Behnsen („A.L.F.“) und Hannes Malecki („Honey“) aus Stadthagen formierten sich 1990 zum Projekt Honigmond und später zu Feindsender 64.3. 1993 folgte die endgültige Umbenennung in Welle: Erdball nach dem deutschen Hörspiel Hallo! Hier Welle Erdball! von 1928. Der Name soll das Auftreten der Band als imaginärer Radiosender unterstreichen. Das Auftreten der Band ist stark an die 50er Jahre-Ästhetik angelehnt, die durch Pseudonyme und das Tragen der „Moderatoren-Uniform“ (schwarze Anzüge, weiße Hemden, schwarze Krawatten, schwarze Lederhandschuhe, Sonnenbrillen) ausgedrückt wird.
Die ersten Anfragen der Band bei größeren Plattenlabels wurden abgelehnt, bis man schließlich aufgrund des Erfolges des Liedes Nyntändo-Schock bei Synthetic Symphony unterschrieb. 1993 erschien das erste Musikvideo Es ist eingeschaltet; das Lied jedoch erschien auf keinem Album. Ende 1993 wurde das erste Album Frontalaufprall veröffentlicht.
1995 erschien das zweite Album Alles ist möglich mit neuer weiblicher Besetzung (Xenia G-Punkt anstelle von Isa).

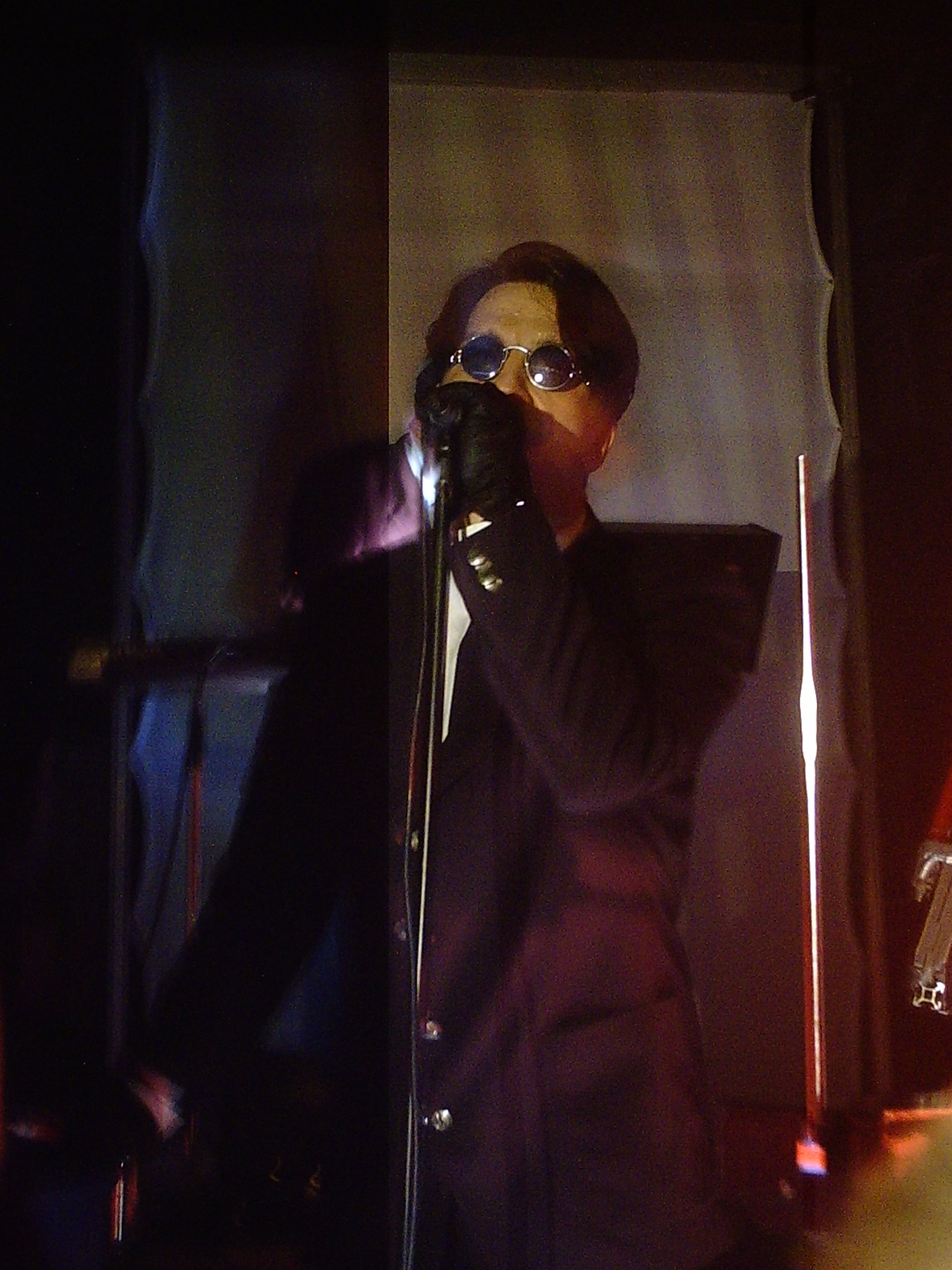
Honey (Augsburg, 2006)

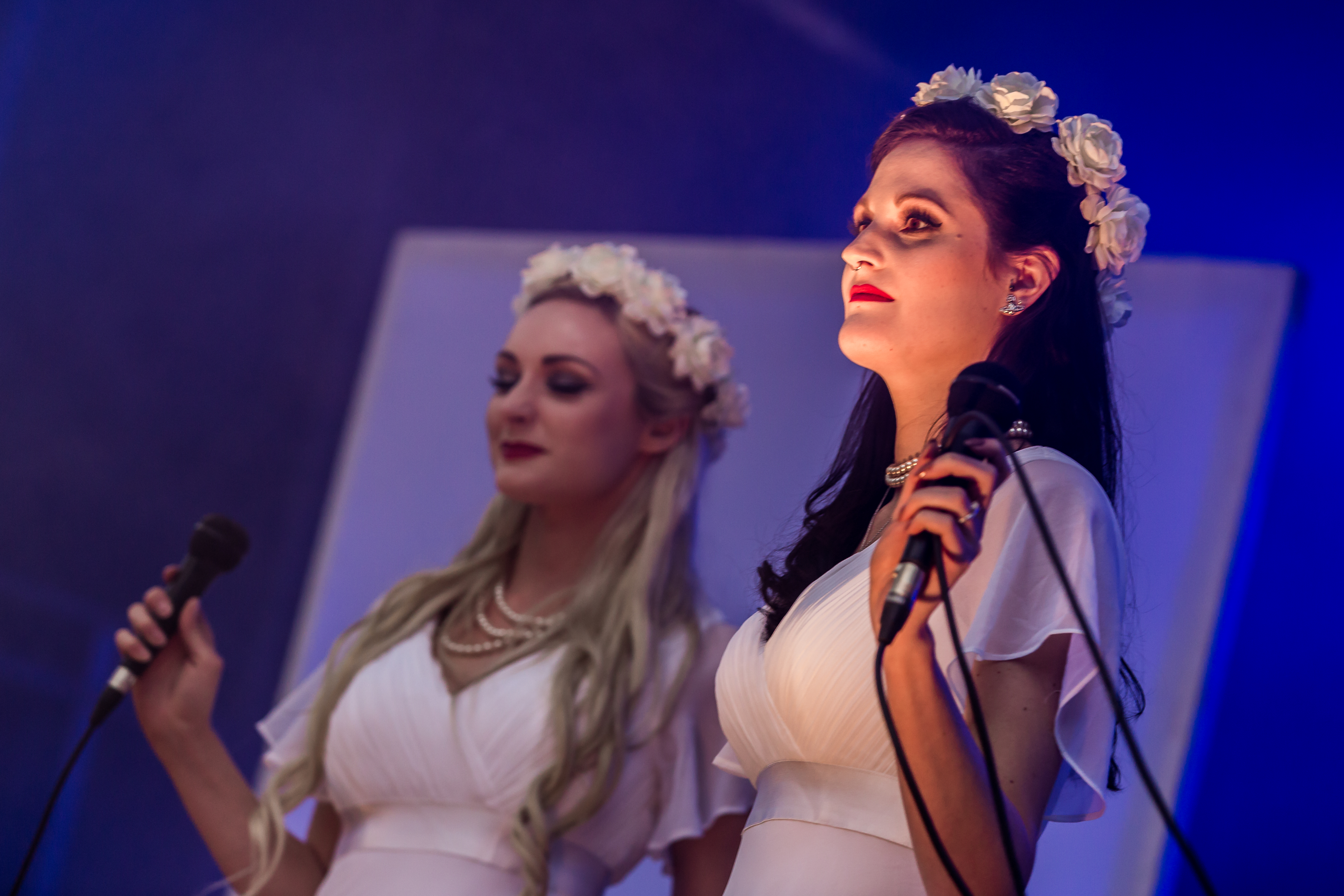
Miss Moonlight und M.A. Peel beim Festival Nocturnal Culture Night 2018

Mit Erscheinen des dritten Albums Tanzpalast 2000 im Jahr 1996 fand die Band ihr endgültiges Logosymbol, welches aus dem Sachsenring-Logo in veränderter Form besteht. Zu diesem Zeitpunkt fand die Band zu ihrem momentanen Stil, welcher durch starke Nutzung des Commodore-64-Soundchips geprägt ist.
1998 wurde das vierte Album, Der Sinn des Lebens, veröffentlicht, welches die Band europaweit (v. a. in Dänemark und Schweden) bekannt machte.
Das nächste Album trug ursprünglich den Arbeitstitel Die oberen Zehntausend, erschien jedoch unter dem Namen Die Wunderwelt der Technik. Das Konzeptalbum befasst sich mit technischen Errungenschaften und Produkten. Während der Arbeiten daran wurden mehrere Maxi-CDs veröffentlicht, bis das Album letztendlich 2002 erschien. Es wurde nach eigenen Angaben der bis dato größte Erfolg und erzielte den ersten Platz der Alternative-Charts. Zu den Singles Starfighter F-104G und Super 8 wurden Musikvideos produziert.
Zum zehnjährigen Bandjubiläum von Welle: Erdball erschien 2003 die Maxi-CD Nur tote Frauen sind schön mit dem neuen weiblichen Mitglied Frl. Venus, welche KayKat ersetzte. Mit dieser Veröffentlichung, für die das Video 1000 weiße Lilien gedreht wurde, veröffentlichte die Band auch alte Lieder, welche noch unter dem Namen Feindsender 64.3 aufgenommen wurden, und der Nebenprojekte Das Präparat und The Screeching Miew.
2004 erschien das auf Album Horizonterweiterungen, welches zunächst jedoch nur mit einer Limitierung von 2000 auf Vinyl erhältlich war. Soraya.vc verließ die Band und wurde für ein Jahr von Zara ersetzt, die Ende 2005 von Plastique abgelöst wurde.
Am 1. September 2006 erschien das Album Chaos Total, welches auf Platz 77 in die Media Control-Charts einstieg. 2009 wurde das Album als auf 500 Exemplare limitierte Picture-LP wiederveröffentlicht.
Am 25. April 2008 erschien die auf 1.000 Exemplare limitierte 7″-Vinyl-Single Ich bin aus Plastik, welche im Oktober 2008 auch als Maxi-CD erschien.
Der Welle: Erdball-Projekt-Film Operation: Zeitsturm wurde im Rahmen des Wave-Gotik-Treffens in Leipzig 2008 im Cinestar-Kino erstmals aufgeführt; dieser wurde schließlich in überarbeiteter Fassung im April 2010 veröffentlicht. Der Film bildet den Auftakt zu einer geplanten Trilogie, wobei die Fortsetzung unter dem Titel Operation: Atahualpa angekündigt wurde.
Zum Bandjubiläum veröffentlichten Welle: Erdball im Dezember 2010 eine 10-CD-Box mit allen bislang veröffentlichten Singles in der jeweils limitierten Fassung. Die Box selbst ist dabei auf 3.000 Exemplare limitiert und enthält erstmals das Album Horizonterweiterungen auf CD, das ursprünglich nur als Schallplatte erschien, sowie die Single Telephon W-38, die nur als MC veröffentlicht wurde.
Im Juni 2011 erschien das Album Mono-Poly von Die Funkhausgruppe. Hierbei handelt es sich um eine Zusammenarbeit von Welle: Erdball mit den Bands Die Perlen, Sonnenbrandt und Hertzinfarkt.
Im Oktober 2011 erschien das Album Der Kalte Krieg, das größtenteils Coverversionen enthält. Neben Titeln, die aus dieser Zeit stammen oder sich mit diesem Thema befassen, befinden sich auch wieder Remakes älterer Stücke auf der CD. Diese wurden allerdings zum ersten Mal nicht von der Band selbst, sondern von befreundeten Künstlern erstellt. Als Bonus liegt dem Album eine DVD bei, welche Live-Mitschnitte des Tourneeauftaktes der „Chaos Total“-Tour vom 1. September 2006 in Hannover und des Auftritts auf dem M’era Luna Festival vom 8. August 2009 in Hildesheim enthält.
Am 23. November 2012 erschien das Album Tanzpalast 2000 in limitierter Auflage erstmals auf Vinyl. Dem Album liegt die Mini-CD Computerklang bei, welche am 22. März 2013 als vollwertige Maxi-CD separat veröffentlicht wurde.
Ende 2013 verließ Frl. Plastique die Band aufgrund ihres Studiums, sodass die Veröffentlichung des Albums Tanzmusik für Roboter sowie die geplante Tournee auf Anfang 2014 verschoben wurden. Welle:Erdball suchten in der Zwischenzeit durch ein ausgeschriebenes Casting eine neue Moderatorin. Eine Woche vor Veröffentlichung des Albums Tanzmusik für Roboter am 21. Februar 2014 wurde die neue Moderatorin Lady Lila der Öffentlichkeit vorgestellt. Bereits im darauffolgenden November erschien die EP Ich rette dich mit komplett neuem Material.
Genau ein Jahr später, im November 2015, wurde eine limitierte 7″ LP inklusive EP mit dem Namen 1000 Engel veröffentlicht, welche einen Vorgeschmack auf das kommende Album "Film, Funk und Fernsehen" bietet.
Am 28. April 2017 erschien eine weitere EP mit dem Namen Gaudeamus Igitur. Am Veröffentlichungstag der EP startete auch die dazugehörige Vespa-50N-Special-Tour.
Am 11. Oktober 2019 startete die Mumien, Monstren, Mutationen-Tour mit neuer Besetzung. Gründungsmitglied Alf nahm 2019 aus familiären Gründen seinen Abschied, Frl. Venus aufgrund ihrer Schwangerschaft. Unterstützt wurden sie bei dieser Tour von Rroyce aus Dortmund. Als unregelmäßige Überraschungsgäste sollen künftig aber wieder sowohl Alf als auch Plastique bei einigen Konzerten der Band auftreten.
Am 7. Oktober 2022 veröffentlichte die Gruppe das Album Film, Funk & Fernsehen. Eine limitierte Fassung enthält dabei eine Diskette mit dem eigens für den C64 entwickelten Spiel „Gehirnanalyse“, eine durchnummerierte und handsignierte Autogrammkarte, sowie eine Krawattennadel. Das Album selbst besteht aus vier CDs, eine davon ausschließlich mit Liedern, die mit dem C64 erschaffen wurden, einer Mini-CD, mit für die Band „untypischen“ Liedern und Coverversionen. Der Schuber enthält des Weiteren das Hörspiel Nick Semloh – Die Geistermönche aus dem Grusellabor, das von den Bandmitgliedern und weiteren Gästen, wie Alexander Wesselsky und Steve Naghavi, eingesprochen wurde.

## Live

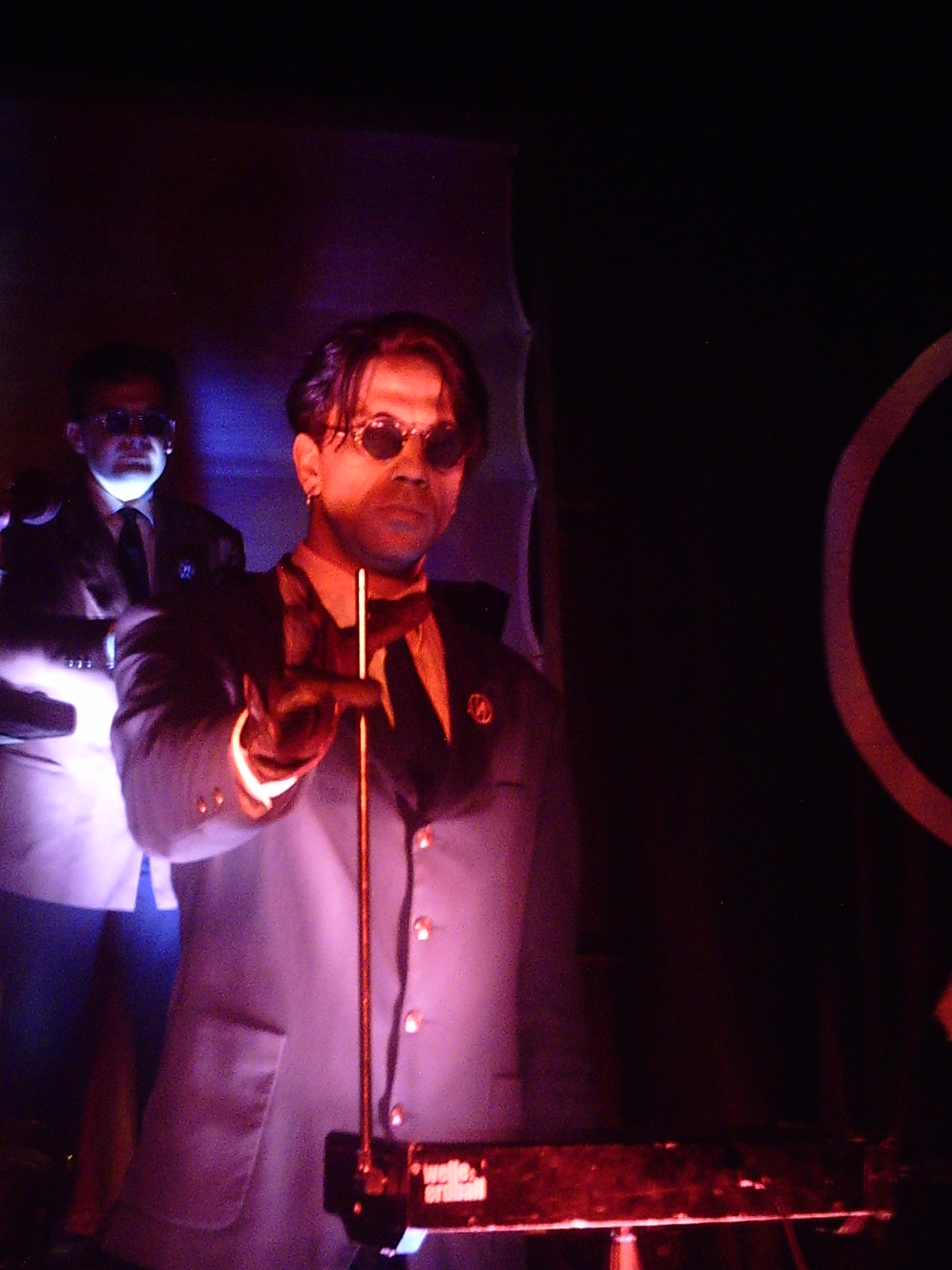
Honey mit Theremin, im Hintergrund A.L.F.

Welle: Erdball ist bekannt für lange Konzerte, lange Europatouren und Auftritte bei großen Szenefestivals wie dem M’era Luna Festival in Hildesheim, dem Wave-Gotik-Treffen in Leipzig oder größeren Festivals in Schweden. Dabei lässt die Band manchmal durch Abstimmungen oder Wahlzettel das Publikum entscheiden, welche Lieder auf den einzelnen Konzerten gespielt werden.

## Stil

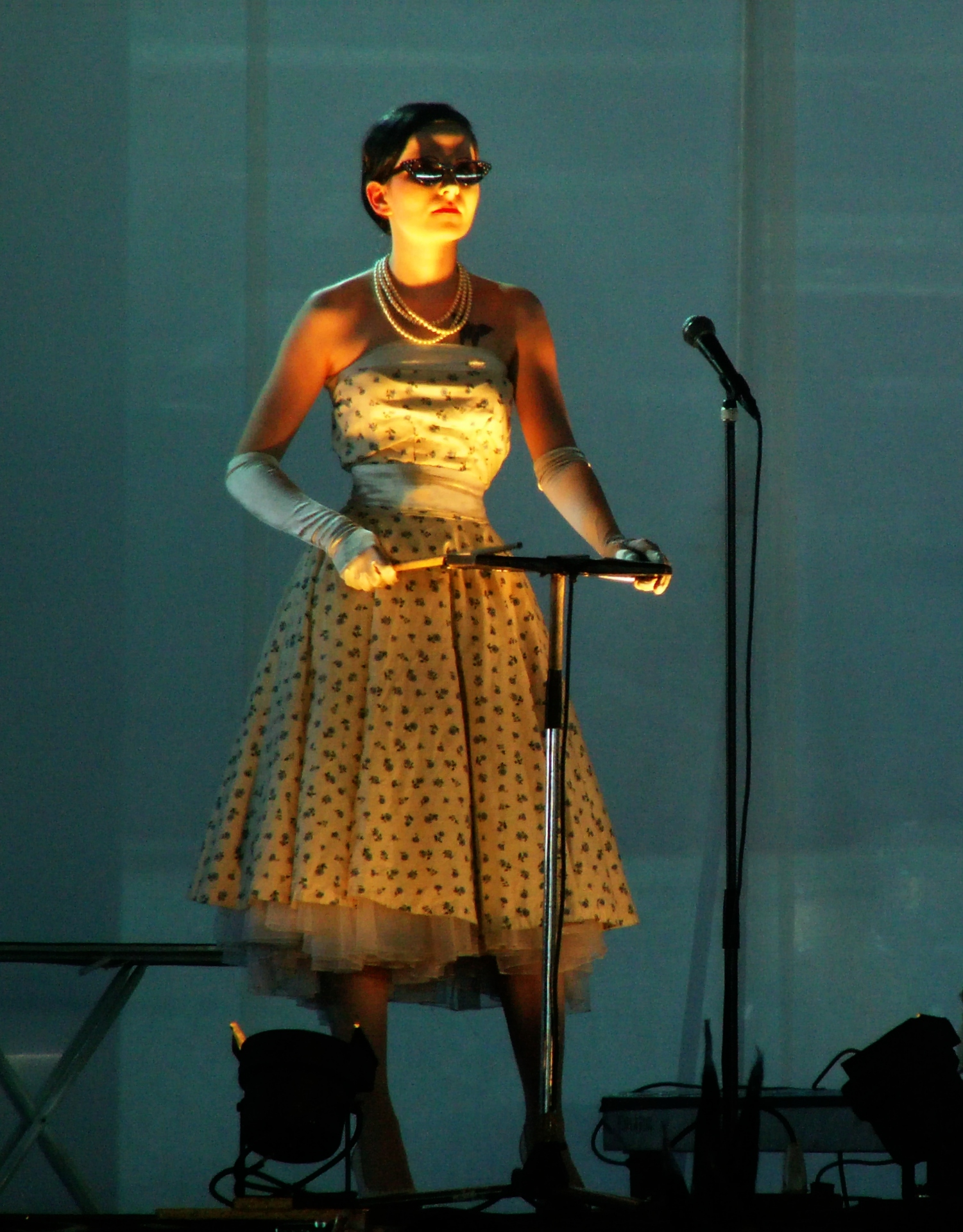
Plastique (beim M’era Luna Festival 2007 in Hildesheim)

Charakteristisch für die Musik von Welle: Erdball ist die Mischung aus Elementen der Neuen Deutschen Welle, dem 1980er Jahre Wave, und dem Einsatz klassischer elektronischer Hilfsmittel wie dem Theremin oder dem Commodore 64.
Die Band selbst stellt sich als Radiosender dar, der sein Programm auf CDs veröffentlicht. Dazu gehört auch, dass auf dem Album Tanzpalast 2000 zwischen einzelnen Liedern hin und wieder Verkehrsfunk, Wetterberichte, Interviews und Suchmeldungen eingebaut wurden. Eine tatsächliche Funkausstrahlung findet jedoch nicht statt.
Welle: Erdball ist für provokante und ironische Texte bekannt, die übermäßigen Konsum, die Macht der Medien und Technikgläubigkeit thematisieren. Die Gruppe erschuf auch regelrechte Liebeslieder an vermeintlich „perfekte Produkte“ wie den VW Käfer, das Telefon W48, die Super-8-Kamera und den C64, während sie kritisch andere Fehlentwicklungen, wie Contergan oder den Starfighter thematisieren. Welle: Erdball behandeln einen positiven Heimatbezug, wie im Lied Deutsche Liebe, bemängeln sprachliche Verwahrlosung, auch durch Anglizismen (Sprechen und Denken) und kritisieren das Gendern (Wendy, Walter und die Geschlechtsmaschine). Bereits 1995 wurde die Gruppe aufgrund des Liedes Deutsche Jugend (kritisch, aber unpolitisch!) kritisiert.
Zitat aus einem Interview: „… unsere Recherchen zu den einzelnen Liedern, welche nicht nur aus einem flüchtigen Blick in das Internetz bestehen, sondern wirklich in das Detail gehen. So saßen wir z. B. in der Starfighter, sprachen mit noch lebenden Starfighter-Piloten, ließen uns von BMW den unausreichenden Motor mit Wasserstoff-Brennstoffzelle erklären, drehten unseren Super 8-Film natürlich u. a. auf dem Super 8-Medium und projizierten ihn im Funkhaus an die Leinwand, kontaktieren Contergangeschädigte, informierten uns über den Transrapid, die Apollo 11-Mission… Wir sehen es aber auch als eine Selbstverständlichkeit an, sich weitreichend zu informieren, denn Menschen, die aufgrund mangelnder Information und wenig Ahnung ihr Maul aufreißen, gibt es schon genug.“

## Film „Operation: Zeitsturm“
2008 wurde „Operation: Zeitsturm – Der Welle: Erdball-Film“ in einigen Kinos und vor einigen Konzerten vorgestellt. In dem rund 80-minütigen Spielfilm findet Honey Aufzeichnungen des (fiktiven) Wissenschaftlers Alois Haberl (im Film 1943 mit der Max-Planck-Medaille ausgezeichnet), der im Zweiten Weltkrieg von den Nazis gezwungen wurde, eine Zeitmaschine zu erfinden. Mit den Hinweisen, wie man seine Erfindung vollendet und wo sie zu finden ist, sollen Honey und die Welle: Erdball-Bandmitglieder seine Tochter retten. Hinsichtlich dieses Films zeichnet der als Schauspieler agierende Honey sowohl für Drehbuch als auch Soundtrack verantwortlich.

## Diskografie

### Alben
- 1994: Frontalaufprall
- 1995: Alles ist möglich
- 1996: Tanzpalast 2000 (2012 als Picture-LP inklusive Mini-CD Computerklang, limitiert auf 1000 Exemplare)
- 1998: Der Sinn des Lebens (2014 als Picture-LP inklusive Mini-CD Ich rette Dich!, limitiert auf 999 Exemplare)
- 2002: Die Wunderwelt der Technik (auch limitiert als Doppel-CD im Digipak; 2005 als Picture-LP, limitiert auf 500 Exemplare)
- 2004: Horizonterweiterungen (LP, limitiert auf 2000 Exemplare)
- 2006: Chaos Total (Erstauflage im Schuber mit Bonus-DVD; 2009 als Picture-LP, limitiert auf 500 Exemplare)
- 2010: Operation: Zeitsturm (mit Film-DVD, auch auf 3000 Exemplare limitiertes Digibook mit Bonus-DVD, 2019 als Picture-LP)
- 2011: Der Kalte Krieg (mit Live-DVD; 2018 als Picture-LP, limitiert auf 1000 Exemplare)
- 2014: Tanzmusik für Roboter (limitierte Version mit DVD und als auf 1000 Exemplare limitierte Deluxe-Box mit DVD und MC, sowie als auf 1000 Exemplare limitierte LP mit CD)
- 2020: Engelstrompeten & Teufelsposaunen (orchestrales Album unter Komponist Conrad Oleak, CD und LP, limitiert auf 1000 Exemplare)
- 2022: Film, Funk & Fernsehen (3-CD-Album, auch als 4-CD-Box mit Extras, limitiert auf 1000 Exemplare)

### Kompilationen
- 2010: Die Singles 1993–2010 – 10 CD-Box, limitiert auf 3000 Exemplare
- 2013: 20 Jahre Welle: Erdball (Best Of) (2 CDs und DVD mit 50-seitigem Booklet, limitiert auf 3000 Exemplare, auch als „Hörerclub“-Version)

### Demoaufnahmen
- 1992: Der Sinn des Lebens (erschienen unter dem Namen Honigmond) – MC
- 1993: Es ist an der Zeit (limitiert auf 50 Exemplare) – MC

### Singles und EPs
- 1993: Nyntändo-Schock (aus Frontalaufprall)
- 1995: W.O.L.F. (aus Alles ist möglich)
- 1996: Telephon W-38 (aus Tanzpalast 2000), limitiert auf 200 Exemplare, erste Fanclubedition – MC
- 1998: Deine Augen/Arbeit adelt! (aus Der Sinn des Lebens)
- 2000: Starfighter F-104G (aus Die Wunderwelt der Technik), auch als auf 3000 Exemplare limitierte Version
- 2001: VW-Käfer & 1000 Tage (aus Die Wunderwelt der Technik), auch als limitierte Version
- 2001: Super 8 (aus Die Wunderwelt der Technik), auch als limitierte Version
- 2003: Nur tote Frauen sind schön – EP
- 2006: Chaos Total Club EP – Promo-EP
- 2008: Ich bin aus Plastik – CD, auch als 7″-LP, limitiert auf 1000 Exemplare
- 2013: Computerklang – EP
- 2014: Ich rette Dich! – EP
- 2014: Die Liebe der <3. Art – MC (in der Deluxe-Box von Tanzmusik für Roboter)
- 2015: 1000 Engel – CD und auf 1000 Exemplare limitiere 7″ LP – EP
- 2017: Gaudeamus Igitur – Minialbum
- 2019: Die Unsichtbaren – Mini-EP, 12"-LP-Single
- 2022: Drogenexzess im Musikexpress – Digitale Single
- 2025: Die Menschen sterben nicht – 12"-LP-Single, limitiert auf 750 Exemplare

## Filmografie
- 2008: Operation: Zeitsturm (2010 mit dem gleichnamigen Album auf DVD erschienen)
- 2010: Operation: Atahualpa[10]

## Hörspiel
- 2006: Die Abenteuer von Commander Laserstrahl und seinem Bordcomputer (Sprecher: Welle: Erdball-Bandmitglieder und Freunde, 2010 als Doppel-CD)
- 2022: Nick Semloh – Folge 2 (Sprecher: Welle: Erdball-Bandmitglieder und Freunde, 2022 als CD3 in der 4-CD-Box von Film, Funk & Fernsehen)

## Neben- und Soloprojekte
- The Screeching MiEW (1994, mit Honey und Xenia G.-Punkt)

1994: Awakening of the Animals (Kassetten-Album, 2003 Wiederveröffentlichung von „Speak for the Future“ auf der EP „Nur tote Frauen sind schön“)
- Das Präparat (2003, mit Honey, der die Formation 2005 wieder verließ)

2004: Tanz' mit Deinem Gefühl (MCD)
- Homo~Futura (2005, mit Honey (als Dr. Georg Linde) und Plastique)

2011: Der Neue Mensch
- The Girl & The Robot (2009, mit Plastique)

2010: The Beauty of Decay
2011: Silence ⋆ Borderline (EP)
- Die Funkhausgruppe (2007[11], Zusammenarbeit der Bands Welle: Erdball, Die Perlen, Sonnenbrandt und Hertzinfarkt)

2011: Mono-Poly
Besondere Songtitel
- Die Moorsoldaten (Cover-Version) für die Doppel-CD „Das Lied der Moorsoldaten“ mit mehr als 30 Versionen des Liedes. Herausgegeben vom Dokumentations- und Informationszentrum (DIZ) Emslandlager, Papenburg 2002 (ursprünglich aus dem Album Tanzpalast 2000).